# Park przemysłowy
Ten artykuł należy dopracować:

przedstawiono sytuację tylko z polskiej perspektywy – artykuł powinien być przekrojowy.
Pomóż go poprawić. Na stronie dyskusji mogą znajdywać się pomocne komentarze.

Lokalizacja parków przemysłowych i technologicznych w Polsce

Park przemysłowy – wyodrębniony zespół nieruchomości, w skład którego wchodzi również nieruchomość, na której znajduje się infrastruktura techniczna pozostała po restrukturyzowanym lub likwidowanym przedsiębiorcy. Tworzony jest na podstawie umowy cywilnoprawnej, której jedną ze stron jest jednostka samorządu terytorialnego, która stwarza możliwość prowadzenia działalności gospodarczej przedsiębiorcom, w szczególności małym i średnim.
Parki przemysłowe mogą nosić różne nazwy, w tym nazwy stref aktywności gospodarczej lub stref inwestycyjnych.

## Parki przemysłowe itechnologicznew Polsce
- Bełchatowsko-Kleszczowski Park Przemysłowo-Technologiczny
- Bydgoski Park Przemysłowo-Technologiczny
- ChemiPark Technologiczny w Brzegu Dolnym
- Częstochowski Park Przemysłowy
- Dolnośląski Park Technologiczny „T-Park”
- Euro-Centrum Park Naukowo-Technologiczny w Katowicach
- Euro-Centrum Park Przemysłowy w Katowicach
- Gdański Park Naukowo-Technologiczny
- Goleniowski Park Przemysłowy
- Goleszowski Park Przemysłowy
- Golubsko-Dobrzyński Park Przemysłowo-Technologiczny
- Górnośląski Park Przemysłowy
- Grudziądzki Park Przemysłowy
- Invest Park Hajduki
- Jaworznicki Park Przemysłowy
- Kaliski Inkubator Przedsiębiorczości
- Kędzierzyńsko-Kozielski Park Przemysłowy
- Kielecki Park Przemysłowy
- Kielecki Park Technologiczny[3][4]
- Legnicki Park Technologiczny S.A. w Legnicy
- Lubuski Park Przemysłowo-Technologiczny
- Krakowski Park Technologiczny
- Kutnowski Park Agro-Przemysłowy
- LOTOS Park Technologiczny
- Mielecki Park Przemysłowy
- Nickel Technology Park Poznań
- Noworudzki Park Przemysłowy
- Opolski Park Naukowo-Technologiczny
- Park Naukowo-Technologiczny „Technopark Gliwice”
- Park Naukowo-Technologiczny Polska-Wschód w Suwałkach
- Park Przemysłowy i Usługowy w Bielsku-Białej
- Park Przemysłowy „Cross Point” w Żorach
- Park Przemysłowy Boruta
- Park Przemysłowy Bukowice
- Park Przemysłowy Dołuje
- Park Przemysłowy Lubaczów
- Park Przemysłowy Police
- Płocki Park Przemysłowo-Technologiczny
- Podkarpacki Park Naukowo-Technologiczny AEROPOLIS
- Pomorski Park Naukowo-Technologiczny (Gdynia)
- Poznański Park Naukowo-Technologiczny
- Puławski Park Przemysłowy
- Rudzki Inkubator Przedsiębiorczości i Górnośląski Inkubator Technologiczny
- Park Przemysłowy w Solcu Kujawskim
- Sosnowiecki Park Naukowo-Technologiczny
- Stargardzki Park Przemysłowy
- Szczeciński Park Naukowo-Technologiczny
- Śląski Park Przemysłowy
- Śremski Park Inwestycyjny
- Świdnik Regionalny Park Przemysłowy
- Toruński Park Technologiczny, ul Włocławska
- Vistula Park
- Wrocławski Park Przemysłowy
- Wrocławski Park Technologiczny
- Zielony Park Przemysłowy „Kryształowy”